# 阿拉伯豹
阿拉伯豹（学名：Panthera pardus nimr）是一种猫科食肉动物，为豹的一个亚种，是体型最小的一个豹的亚种。数量稀少，目前仅存于阿拉伯半岛南部的纳杰夫沙漠和沙特阿拉伯、阿曼和也门三国交界的山区中。